# Mitja Ferenc
Mitja Ferenc, slovenski zgodovinar, konservator, univerzitetni profesor za novejšo zgodovino in pevec zabavne glasbe, * 21. marec 1960, Ljubljana

## Poklicna pot
Na Filozofski fakulteti ljubljanske univerze je leta 1985 diplomiral iz zgodovine in se za tem istega leta zaposlil na Zavodu Republike Slovenije za varstvo naravne in kulturne dediščine kot konservator za zgodovinsko dediščino. 
Ukvarjal se je s terenskimi analizami zgodovinskih lokacij, posebej v Kočevskem Rogu in z raziskavami v arhivih. Rezultate raziskav je predstavil s pionirsko razstavo Kočevska, Izgubljena kulturna dediščina kočevskih Nemcev. Razstava je bila prva v prenovljenem Cekinovem gradu leta 1993. Domiselno razstavo (oblikovanje Ranko Novak), na kateri je bila predstavljena vsaka vas Kočevske posebej, je kasneje potovala po Sloveniji in tujini in bila delno dopolnjena ter postavljena kot stalna razstava v Pokrajinskem muzeju v Kočevju. 
Leta 1999 je pod mentorstvom dr. Dušana Nećaka doktoriral s temo Nemško jezikovno območje na Kočevskem po odselitvi kočevskih Nemcev. Leta 2001 se je zaposlil na oddelku za zgodovino ljubljanske Filozofske fakultete. Leta 2001 je bil izvoljen za docenta, leta 2007 v naziv izrednega profesorja in 2023 v naziv rednega profesorja.
Raziskuje slovensko novejšo zgodovino, glavna področja njegovega raziskovanja so: partizansko zdravstvo, kočevski Nemci in druge nemško govoreče manjšine na Slovenskem ter prikrita grobišča žrtev medvojnih in  povojnih pobojev po drugi svetovni vojni. Dediščino Kočevske je predstavljal na desetinah predavanj po Sloveniji in v Avstriji ter ZDA. Tam je popisoval tudi dediščino izseljenih Slovencev.
V letih 2004–2006 je bil predsednik Zveze zgodovinskih društev Slovenije. V letih 1990–2004 je bil član Komisije Vlade Republike Slovenije za reševanje vprašanj prikritih grobišč. Bil je med pionirji raziskovanja teh tematik. Skupaj z Upravo za kulturno dediščino je zasnoval prvo sodobno računalniško evidenco lokacij prikritih grobišč. Kot iniciator in vodja terenskih raziskav je našel več sto lokacij žrtev povojnih pobojev. 
Sam ali v soavtorstvu je objavil več deset monografij, ter okoli 140 razprav in člankov, največ s področja kulturne dediščine, partizanskega zdravstva, kočevskih Nemcev, zgodovinskih topografij in raziskav prikritih grobišč. K raziskavam nemško govoreče manjšine je spodbudil več študentov.

## Glasba
Mitja Ferenc je tudi dolgoletni član in pevec kostelske tamburaške skupine Prifarski muzikanti, ki je med drugim dosegla zmago na Festivalu narečnih popevk 2008, na Slovenski popevki 2009 pa prejela nagrado občinstva. Skupina redno prireja letne koncerte v Kostelu in v Cankarjevem domu v Ljubljani. Že pred sodelovanjem s to skupino je Ferenc igral in pel v različnih ansamblih ter sodeloval s folklorno skupino "France Marolt".

## Zasebno
Je partner novinarke, zgodovinarke in televizijke Rosvite Pesek. Je oče hčere in sina ter ded. Njegov oče Tone Ferenc je bil prav tako uveljavljen zgodovinar in univerzitetni profesor, specializiran za dogajanje pred in med drugo svetovno vojno in po njej.

## Nagrade in priznanja
- 1995: Steletovo priznanje za topografijo Kočevske in razstavo Izgubljena kulturna dediščina kočevskih Nemcev[4]
- 2020: Veliki častni znak za zasluge za Republiko Avstrijo

## Dela
- Baza 20 in bolnišnici Jelendol ter Zgornji Hrastnik, Maribor, 1992.
- STA, Popis slovenske kulturne dediščine v ZDA, New York, 30.06.1998, 10:44
- Mitja Ferenc, Gojko Zupan: Cerkve na Kočevskem nekoč in danes = Die Gottscheer Kirchen einst und Heute. Kočevje, 1993. Uvod France M. Dolinar.
- Mitja Ferenc, Gojko Zupan, Mateja Bavdaž: Pokopališča in nagrobniki kočevskih Nemcev = Friedhöfe und Grabsteine der Gottscheer Deutschen = Cemeteries and tombstones of the Gootscheer Germans. Ljubljana, 2002.
- Kočevska - pusta in prazna : nemško jezikovno območje na Kočevskem po odselitvi Nemcev, Ljubljana,
- Prikrito in očem zakrito : prikrita grobišča 60 let po koncu druge svetovne vojne. Celje, 2005.
- Gojko Zupan, Mitja Ferenc: Cerkve na Kočevskem nekoč in danes II, Die Kirchen im Gottscheerland Einst und Heute II, ZRC SAZU, Ljubljana, 2006.
- Matjaž AMBROŽIČ, Mitja FERENC, Gojko ZUPAN: V objemu stoletij : kronika župnije Kočevska Reka, Ljubljana : Družina, 2007.
- Prikrivena grobišta Hrvata u Republici Sloveniji = Prikrita grobišča Hrvatov v Republiki Sloveniji = Hidden croatian mass graves in the Republic of Slovenia. Zagreb 2007.
- Nekdanji nemški jezikovni otok na Kočevskem = Die ehemalige deutsche Sprachinsel im Gottscheerland = Former German linguistic island in Kočevje region. Kočevje, 2007.
- Huda Jama: Skrito za enajstimi pregradami, 2011
- Mitja FERENC, Gojko ZUPAN, Izgubljene kočevske vasi, Nekoč so z nami živeli kočevski Nemci I, Ljubljana, 2011.
- Mitja FERENC, Gojko ZUPAN, Izgubljene kočevske vasi, Nekoč so z nami živeli kočevski Nemci 2. del, Ljubljana, 2012.
- Mitja FERENC, Gojko ZUPAN, Izgubljene kočevske vasi, Nekoč so z nami živeli kočevski Nemci, 3. del, Ljubljana, 2013.
- Mitja Ferenc, Gojko Zupan, Po sledeh Kočevarjev v Črmošnjiško Poljanski dolini, december 2013.
- Mitja FERENC, Gojko ZUPAN, LOST GOTTSCHEE VILLAGES IN SLOVENIA, PART I: A–J , Ljubljana : FF, 2018.
- Mitja FERENC, Gojko ZUPAN, LOST GOTTSCHEE VILLAGES IN SLOVENIA, PART II: K–P, Ljubljana : FF, 2019.
- MITJA FERENC, GOJKO ZUPAN, LOST GOTTSCHEE VILLAGES IN SLOVENIA, PART III: R–Ž, The Gottschee Germans Used to Live among Us, Ljubljana : Faculty of Arts, Znanstvena založba Filozofske fakultete, Ljubljana, 2020.